# Morderstwo
Morderstwo (tradução para o português: Assassinato) é um curta-metragem de 1957, escrito e dirigido pelo cineasta Roman Polanski. Esse foi o primeiro curta-metragem finalizado de Roman Polanski na State Film School em Łódź, na Polônia.
O curta-metragem foi filmado em um quarto predominantemente escuro, e mostra um homem dormindo em um quarto, sozinho. Silenciosamente, a porta do quarto se abre, um invasor entra e acaba matando o homem com uma faca.